# Amstelveen Centrum
Amstelveen Centrum – stacja metra w Amsterdamie, a właściwie przystanek szybkiego tramwaju, położona na linii 51 (pomarańczowej). Została otwarta 1 grudnia 1990. Znajduje się w Amstelveen, na Beneluxbaan przy Ratuszu.